# Konflikt wewnętrzny w Libii (2011–2014)
Konflikt wewnętrzny w Libii – jeden z efektów długofalowych wojny domowej w Libii z 2011. Po obaleniu Mu’ammara al-Kaddafiego, nowe władze libijskie nie były w stanie powołać zjednoczonych sił zbrojnych oraz rozbroić milicji, które walczyły z lojalistami Kadafiego w czasach wojny domowej. Ponadto upadek Kadafiego wzniecił konflikty między skłóconymi od lat plemionami na południu kraju.

## Przebieg

### Wybuch konfliktów jako skutek braku demobilizacji
Po zakończeniu wojny wiele lokalnych bojówek prorządowych nie zostało zdemobilizowanych, co doprowadziło do wybuchu kilku lokalnych konfliktów o jak największe wpływy w kraju w czasach politycznej transformacji. Tarcia etniczne w Libii występowały już za rządów Kaddafiego, który otwierając granice i ułatwiając procedury wizowe przybyszom z Afryki subsaharyjskiej oraz ludności Tabu z Czadu, przyczynił się do pogorszenia relacji między plemionami. Konflikty występowały głównie na południu kraju w miastach Kufra i Sabha. Kaddafi jednak silną ręką pilnował porządku i gasił konflikty klanowe, zanim się na dobre zaczęły. Nowe władze nie były w stanie opanować tej sytuacji.
Nowy rząd w Trypolisie miał problemy z ustabilizowaniem sytuacji w kraju. Kontrola nad granicami kraju była sprawowana nieefektywnie, toteż przenikali do niego ekstremiści Al-Ka’idy Islamskiego Maghrebu. Upadek reżimu Kadafiego zburzył budowany układ polityczny, którego podwalinami były wzajemnie krzyżujące się interesy, nieformalne porozumienia i pakty z poszczególnymi plemionami oraz klanami.

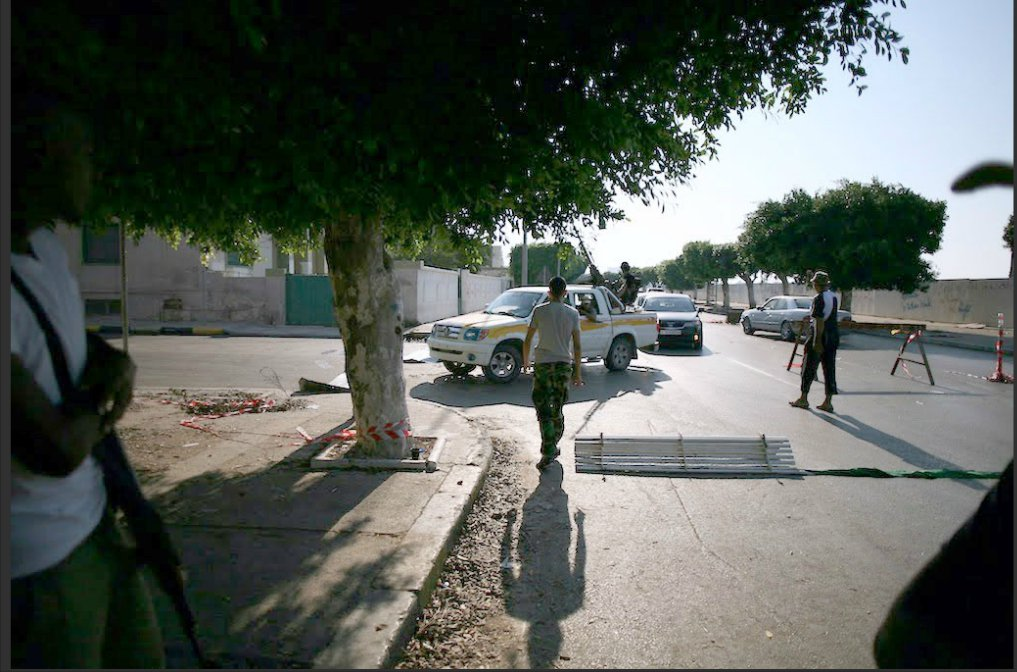
Wojskowy punkt kontrolny w Trypolisie

Między 8 a 12 listopada 2011, na wielką skalę wybuchły walki między milicjami z Az-Zawiji i Trypolisem. Milicja stacjonująca w Az-Zawiji walczyła z grupą z plemienia Werszifanna, oskarżając swoich przeciwników o przynależność do lojalistów czasie wojny. Członkowie plemienia mieli poruszać się pojazdami z zielonymi flagami i napisami „Brygady Męczennika Muammara al-Kadafiego”. Grupa Wershifanna zaprzeczyła tym doniesieniom i stwierdziła, że ludzie z Az-Zawiji zostali wprowadzeni w błąd przez pogłoski, że kaddafiści przebywali w okolicy zamieszkiwanej przez plemię. Walka trwały wokół byłej bazy wojskowej lojalistów w Imaji. Podczas starć użyto wyrzutni rakietowych Grad, które znaleziono na terenie magazynu. W potyczce zginęło 12 bojowników z Az-Zawiji oraz dziewięciu członków plemienia Werszifanna.
23 listopada 2011 w Bani Walid napadnięto na grupę milicjantów, którzy przybyli do tego miasta, by aresztować znanego współpracownika obalonego rządu. Sympatycy zabitego dyktatora zablokowali funkcjonariuszom drogę i obrzucili ich granatami. Zginęło 15 milicjantów.

### Potyczki między milicjami
11 grudnia 2011 walki rozgorzały na południe od Az-Zintanu, między milicją z Az-Zintan i członkami plemienia Al-Maszasza. Starcia rozpoczęły się, gdy bojownicy Al-Maszasza zaatakowali konwój z dowódcą milicji miejskiej, zabijając go na miejscu. W odwecie milicja zaatakowała zbrojne pozycje bojowników za pomocą artylerii i rakiet. Kilka z pocisków uderzyło w domy w dzielnicach mieszkaniowych. Trafione zostały m.in. meczet i szkoła. W trakcie walk trwających dwóch dni zginęło trzech cywilów. 13 grudnia 2011 ustalono zawieszenie broni między rywalizującymi stronami.
3 stycznia 2012 w Misracie i Trypolisie doszło do walk między nierozbrojonymi bojówkami, które po zakończeniu wojny zaczęły ze sobą rywalizować. W walkach, które utrudniły nowemu rządowi zaprowadzenie porządku w kraju, zginęło pięć osób.
Tego samego dnia na stanowisko szefa sił zbrojnych mianowany został Jusif al-Mankusz.
14 stycznia 2012 doszło do walk między rywalizującymi, nierozbrojonymi bojówkami w mieście Gharja. Obie strony użyły w walkach rakiet. Zginęły cztery osoby, a 50 odniosło obrażenia. Kolejnego dnia walczące frakcje uzgodniły zawieszenie broni i wymianę pojmanych bojowników.
23 stycznia 2012 w Bani Walid doszło do walk między dwoma grupami młodych ludzi, z których jedną była Brygada 28 Maja, prorządowa milicja w mieście. Początkowo świadkowie twierdzili, iż miasto zaatakowali zwolennicy zabitego dyktatora, jednak libijski minister obrony zdementował te pogłoski. W wyniku starcia zginęło ok. 25 osób.
1 lutego 2012 w Trypolisie doszło do walki między młodymi ludźmi z lokalnych milicji stacjonujących w Az-Zintan oraz Misracie. W czasie walk, w których użyto karabinów i dział przeciwlotniczych, nie było ofiar w ludziach. Z kolei w dniach 12–24 lutego 2012 toczyły się ciężkie walki plemienne pod miastem Kufra. W walkach pomiędzy rywalizującymi grupami plemiennymi Zuwajja i Tabu zginęło ponad 100 osób. Dopiero interwencja armii przywróciła spokój.
Kolejny problem dla nowej Libii pojawił się 6 marca 2012, kiedy przywódcy plemienni ogłosili w Bengazi półautonomię Cyrenajki. Nowy region rozciągał się od portowego miasta Syrta po granicę z Egiptem. Na przewodniczącego Rady Cyrenajki wyznaczono Ahmada az-Zubajra Ahmeda as-Sanusiego. W odpowiedzi, władze centralne w Trypolisie, niezadowolone z rozwoju sytuacji, zagroziły użyciem siły w celu zapobieżenia uzyskania przez Cyrenajkę pełnej autonomii. 18 marca 2012 w stołecznej dzielnicy Abu Salim doszło do potyczki byłych zwolenników Kaddafiego z milicją z Az-Zintanu. Zginął jeden milicjant, po czym wynegocjowano zawieszenie broni.

### Konflikt etniczny w Sabhie
Wieczorem 25 marca 2012 wybuchł konflikt etniczny w mieście Sabha między członkami arabskiego plemienia Abu Sajf i Tabu. Przyczyną konfliktu była kłótnia podczas spotkania plemion na temat podziału pieniędzy przyznanych przez rząd. Doszło do strzelaniny, zginęło kilku liderów Tabu. W tym samym czasie zabity został również przywódca ważnego lokalnego plemienia arabskiego. Początkowo starcia toczono na obrzeżach miasta, jednak szybko przeniosły się one na główne ulice miasta. 26 marca 2012 objęły one miejscowe lotnisko. Zginęło w nich 20 osób, a 40 zostało rannych, po czym podjęto pierwsze rokowania. Mimo tego potyczkę kontynuowano 27 marca 2012. Snajperzy bojówek Tabu zajęli centrum miasta, zadając duże straty przeciwnikom. Liczba zabitych wzrosła po tym dniu do 49. 28 marca 2012 pojawiły się doniesienia o wynegocjowaniu rozejmu, jednak nie złagodziło to kryzysu, walki kontynuowano.
30 marca 2012 o godz. 9:00 starszyzna plemienna wynegocjowała zawieszenie broni między walczącymi. Tabu mieli się wycofać z zajętych pozycji, uznać władze centralne i autorytet armii narodowej, a w zamian nie miało być wszczęte postępowanie przeciwko uczestnikom walk. Jednak już dzień później Tabu przypuściło kolejny szturm na południowe sektory miasta. W starciach zginęło 16 osób. Libijski minister zdrowia poinformował, że po sześciu dniach walk w Sabhie 147 osób zostało zabitych, a 395 rannych.

### Walki bojówek na północy kraju
3 kwietnia 2012 doszło do wybuchu walk w mieście Zuwara. Był to skutek zatrzymania kilku milicjantów przez bojówki Ragdalajn z sąsiedniego miasta. Milicjanci przed wypuszczeniem zostali poddani torturom. W odwecie mieszkańcy z Zuwary zaatakowali milicjantów z obcych miast. W walkach zginęło 14 osób, a 80 zostało rannych. Konflikt zaostrzył się dzień później, kiedy w starciach użyto czołgów i artylerii. Zginęło 26 osób – ośmiu mieszkańców Zuwary oraz 16 ochotników z innych miast. 5 kwietnia wynegocjowano między zwaśnionymi stronami zawieszenie broni.
16 kwietnia 2012 wieczorem w okolicy Az-Zawiji na drodze z Ras Dżidr do Trypolisu, bojówki libijskie porwały 80 tunezyjskich pracowników. Porywacze w zamian za zakładników domagali się uwolnienia czterech Libijczyków przetrzymywanych w Tunezji. Już dzień później przetrzymywanych zwolniono w zamian za trzech więźniów, którzy odsiadywali w Tunezji wyroki za handel narkotykami.
21 kwietnia 2012 wznowiono walki w Kufrze. Po tym, jak bojówki Zuwajja zabiły członka plemienia Tabu, ci wzięli odwet, atakując oddział armii narodowej. W potyczce zginęło 12 osób, a 35 odniosło obrażenia. 8 maja 2012 milicja spod Trypolisu ostrzelała siedzibę premiera al-Kiba w stolicy. Według rzecznika resortu obrony, byli zabici i ranni, ale dokładna liczba ofiar nie jest znana. Po incydencie budynek został otoczony kordonem sił bezpieczeństwa.
W połowie maja 2012 pojawiły się komunikaty, iż w okolicy miasta Darna gromadzili się islamscy bojownicy. W mieście doszło do wybuchów kilku samochodów-pułapek, w których jednak nikt nie ucierpiał. Wywołało to niepokój wśród mieszkańców i władz. 15 maja 2012 doszło do walk plemiennych w Sorman. Zginęły dwie osoby, a trzy odniosły rany. Dzień później starcia między Tuaregami i lokalną milicją wybuchły w mieście Ghadames. Milicjanci oskarżyli Tuaregów o przemytnictwo. W walkach zginęło siedem osób, a ponad 20 zostało rannych.
W dniach 10–11 czerwca 2012 w Kufrze doszło do walk między plemionami Tabu a były rebeliantami wchodzących w skład wojska narodowego. W walkach, w których użyto ciężkiej broni i czołgów, zginęło 20 członków plemienia Tabu, w tym, co najmniej 15 bojowników plemiennych i trzech żołnierzy rządowych. Z kolei między 11 a 17 czerwca 2012 rozgorzała bitwa w Az-Zintan. Siły bezpieczeństwa zmagały się tam z bojownikami plemienia Al-Maszasza. Byli oni zaliczani do zwolenników Kaddafiego, a walki wybuchły po zabójstwie jednego z członków plemienia na punkcie kontrolnym. Po sześciu dniach walk do miasta wysłano armię, która utworzyła strefę wojskową, co powstrzymało spiralę przemocy. W starciach użyto rakiet i czołgów. Łącznie zginęło 105 osób, a ponad 500 zostało rannych.

### Bezpieczeństwo okołowyborcze
Przed lipcowymi wyborami parlamentarnymi uaktywnili się islamiści. W okresie przedwyborczym dokonali oni licznych ataków, m.in. dwukrotnie na siedzibę Międzynarodowego Czerwonego Krzyża, szkoły koedukacyjne, salony kosmetyczne czy obiekty kultu uznawane przez fanatyków za godzące w islam. Radykałowie atakowali umiarkowanych sufistów i chrześcijan. Niszczyli grobowce z II wojny światowej. Z kolei południowo-wschodnie pustynne rubieże kraju były penetrowane przez bojowników z Al-Kaidy Islamskiego Maghrebu, która pod koniec czerwca 2012 zajęła zbrojnie malijski Azawad.
19 sierpnia 2012 doszło do wybuchów samochodów-pułapek w Trypolisie. Pierwszy z samochodów eksplodował w pobliżu biur ministerstwa spraw wewnętrznych, nie powodując ofiar w ludziach. Po przybyciu na miejsce policja wykryła tam drugi samochód z materiałem wybuchowym, który nie został zdetonowany. Nieco później dwa kolejne samochody-pułapki wybuchły w pobliżu dawnej siedziby szkoły policyjnej dla kobiet, którą ministerstwo obrony wykorzystywało jako areszt i miejsce przesłuchań. W wyniku tych eksplozji dwaj uzbrojeni funkcjonariusze ponieśli śmierć, a trzej inni doznali obrażeń. Dzień po zamachach aresztowano 32 osoby, którzy należeli do grupy zwolenników obalonego dyktatora.
W ocenie analityków, po pierwszych wolnych wyborach parlamentarnych władze nie były w stanie kontrolować całego terytorium kraju i nie panowały nad chaosem. Walki nadal toczyły się między rywalizującymi plemionami, grupami etnicznymi i potężnymi milicjami, które nie złożyły broni po upadku Kadafiego, a ponadto rozkradły broń od zwykłych karabinów po rakiety ziemia-powietrze z arsenałów dawnego reżimu. Broń ta była także masowo szmuglowana do Algierii, Czadu, Sudanu i Mali, przejmowali ją także fundamentaliści islamscy. 85% wszystkich zbrojnych jest poza kontrolą rządu, a takie miasta jak Bengazi lub Trypolis, w znacznej mierze kontrolowali bojownicy. Ponadto ministerstwo obrony i spraw wewnętrznych stworzyły różne formacje bezpieczeństwa, które wypierały policję i wojsko, co prowadziło do szkodliwej rywalizacji i braku współpracy i przeszkodzi regularnym siłom bezpieczeństwa w efektywnym działaniu na rzecz zaprowadzenia ładu i porządku w państwie.

### Atak na amerykańską ambasadę w Bengazi
11 września 2012 miał miejsce atak na ambasadę Stanów Zjednoczonych w Bengazi, w którego wyniku zginął amerykański ambasador J. Christopher Stevens. Tego dnia odbywały się w Bengazi antyamerykańskie demonstracje wywołane informacjami na temat antyislamskiego filmu Innocence of Muslims. Początkowo sądzono, że za zabójstwem ambasadora i trzech innych pracowników stał rozwścieczony tłum muzułmanów. Przebieg ataku i użycie granatników przeciwpancernych RPG świadczą jednak o tym, że był planowany wcześniej, a ekstremiści wykorzystali tylko moment demonstracji oburzonego tłumu. Przemawia za tym również fakt, że w ataku zginęli dwaj doświadczeni żołnierze Navy SEALs, którzy byli odpowiedzialni za ochronę ambasady. Wśród zabitych był także inny amerykański dyplomata oraz 10 libijskich ochroniarzy
Za atakiem mogli stać fundamentaliści powiązani z Al-Ka’idą, który wybrali ambasadę w Bengazi jak cel ataku w 11. rocznicą zamachów w Stanach Zjednoczonych. Ponadto lider Al-Kaidy Ajman az-Zawahiri, na krótko przed atakiem odgrażał się odwetem za śmierć postaci nr 2. w Al-Kaidzie – stratega Abu Jahji al-Libiego, zabitego w czerwcu 2012 nalocie amerykańskiego drona w Pakistanie. Zresztą 15 września 2012 Al-Kaida Półwyspu Arabskiego przyznała, że atak na konsulat był zemstą za śmierć al-Libiego.
Z kolei libijski wiceminister spraw zagranicznych Libii Wanis al-Szarif zasugerował, że za atakiem stali zwolennicy Muammara al-Kaddafiego i że była to zemsta za ekstradycję z Mauretanii do Libii byłego szefa wywiadu Kadafiego, Abdullaha al-Senussiego, co wydarzyło się 5 września 2012. Przewodniczący Zgromadzenia Narodowego Libii Muhammad Jusuf al-Makarjaf przeprosił USA za atak. „Przepraszamy Stany Zjednoczone, naród i cały świat za to, co się stało”. Atak nazwał aktem „tchórzostwa” i zapowiedział, że sprawcy zostaną pociągnięci do odpowiedzialności.

### Oblężenie Bani Walid
W Bani Walid jednym z ostatnich przyczółków kaddafistów w czasie wojny domowej, schronienie znaleźli członkowie milicji, którzy nie chcieli się podporządkować nowym władzom libijskim. Wobec podejrzeń, że przebywali tam też sympatycy dawnego reżimu, na początku października 2012 wojsko libijskie przystąpiło do oblężenia miasta. Wiele rodzin uciekło stąd, szukając schronienia w pobliskich miejscowościach. Parlament libijski rozkazał regularnym siłom zbrojnym, aby wkroczyły do Bani Walid i zaprowadziły tam ład. Wojsko napotkało jednak opór zbrojnych oddziałów milicji, w wyniku czego dochodziło do licznych starć.
8 października 2012 armia dała ultimatum wynoszące 48 godzin na poddanie miasta, w przeciwnym razie dojedzie do szturmu na sektory miasta kontrolowane przez milicje. Po niepodporządkowaniu się do żądań władz, miasto zostało ostrzelane przez armię. Do 19 października 2012 zginęło ośmiu rządowych żołnierzy i co najmniej 12 mieszkańców. Najpoważniejsze walki odnotowano 20 października 2012. Wówczas zginęło co najmniej 26 osób, a 200 zostało rannych podczas starć między regularnym wojskiem a zbrojną milicją. Rannych, w większości rządowych żołnierzy zwożono do szpitala w Misracie.
Muhammad Jusuf al-Makarjaf, pełniący funkcję głowy państwa przyznał podczas orędzia 20 sierpnia 2012, w rok po zabiciu Muammara al-Kaddafiego, iż Libia nie została „całkowicie wyzwolona”, ponieważ władzą wymknęło się spod kontroli Bani Walid. Ponadto nie udało się rozwiązać wielu problemów, w tym niekontrolowanego przepływu broni, obecności niemal autonomicznych milicji, powolnej odbudowy policji i wojska, nieszczelności granic i słabych instytucji.
21 października 2012 po stratach z dnia poprzedniego, wojsko przeprowadziło przegrupowanie sił i podjęło walki z bojówkami oraz zbuntowanymi milicjami na obrzeżach miasta. Po sukcesach na przedmieściach, armia przejęła 23 października 2012 kontrolę nad lotniskiem, bazami wojskowymi, a dzień później po napotkaniu niewielkiego oporu zajęła centrum Bani Walid. Bojownicy podejmowali jeszcze sporadyczne ataki partyzanckie w różnych sektorach miasta, jednak większość uciekła z miasta bądź też zostali zatrzymani przez żołnierzy. Skutkiem walk o Bani Walid był exodus dziesiątek tysięcy cywilów. Oblężenie miasta zakończyło się 26 października 2012.
16 grudnia 2012 Libia zamknęła swoje granice z Czadem, Nigrem, Sudanem i Algierią oraz ogłoszono gminy Ghat, Wadi al-Hajat, Wadi asz-Szati, Sabha, Marzuk i Al-Kufra jako zamknięte strefy wojskowe wobec niepokojów lokalnych. Z powodu wzrostu zagrożeń i niebezpieczeństwa w Syrcie, 27 grudnia 2012 wprowadzono godzinę policyjną, trwającą od północy do godz. 6. rano. W mieście kwitł handel narkotykami i nielegalna imigracja, wzrastał liczba napadów i zabójstw.

### Zamach na francuską placówkę dyplomatyczną i oblężenie budynków rządowych
23 kwietnia 2013 przed budynkiem francuskiej ambasady w Trypolisie doszło do wybuchu samochodu-pułapki w wyniku czego rannych zostało dwóch strażników. Po zamachu do odwołania zamknięto dwie francuskie szkoły w Trypolisie, znajdujące się w tej samej dzielnicy co ambasada. Był to najpoważniejszy atak na francuską ambasadę od czasu zakończenia wojny domowej.
W kwietniu 2013 rząd Zidana zapowiedział przeprowadzenie wysiłków na rzecz usunięcia bojowników z ich bastionów na terenie stolicy Libii. Premier zapowiedział również, że być może zwróci się o pomoc zagraniczną w walce i rozbrajaniu zbrojnych grup.
W odpowiedzi 28 kwietnia 2013 członkowie nierozbrojonych milicji rozpoczęli oblężenie budynków rządowych. Pod ministerstwami sprawiedliwości i spraw zagranicznych ustawiło się 30 samochodów z zamieszczonymi na nich karabinami maszynowymi. Bojówkarze nawoływali do uchwalenia przez Powszechny Kongres Narodowy ustawy, która wykluczałaby z życia politycznego przedstawicieli obalonego reżimu. Parlament w przyśpieszonym trybie uchwalił ustawę 5 maja 2013. Uchwała zakazała wszystkim wyższym funkcjonariuszom obalonego reżimu Kadafiego zajmowania stanowisk w nowej administracji państwowej. W myśl ustawy stanowisko mógł stracić premier Ali Zajdan, gdyż do 1980, nim wymówił posłuszeństwo Kadafiemu, współpracował z nim oraz głowa państwa Muhammad Jusuf al-Makarjaf, który za czasów rządów Kadafiego był jednym z ambasadorów. Al-Makarjaf ustąpił ze stanowiska 28 maja 2013.
Po uchwaleniu ustawy protest i oblężenie nie ustało, a milicjanci domagali się ustąpienia premiera. Z kolei Ali Zajdan 8 maja 2013 zapowiedział przetasowania w rządzie, by zakończyć impas w kraju. W związku z niestabilną sytuacją w stolicy, 10 maja 2013 Wielka Brytania ewakuowała personel ze swojej ambasady.
13 maja 2013 doszło do wybuchu samochodu-pułapki pod szpitalem w Bengazi. To najbardziej krwawy z serii zamachów w Bengazi, gdyż do eksplozji dochodziło również trzy i dwa dni wcześniej. Nie spowodowały one wówczas strat w ludziach jednak znaczne szkody materialne. Ponadto w mieście dochodziło do starć o władzę między różnymi zbrojnymi grupami.
Kolejna fala przemocy w Bengazi wybuchła 8 czerwca 2013. Doszło wtedy do starć między protestującymi a milicjami wspólnie działającym z siłami Ministerstwa Obrony Narodowej. Zginęło 31 osób, a 100 zostało rannych. Z kolei w dniach 26–27 czerwca 2013 w Trypolisie w starciach zginęło 10 osób. Po tych wydarzeniach do dymisji podał się minister obrony narodowej Muhammad al-Bargati.
Niestabilność libijskiej sceny politycznej ujawniała się również poprzez zabójstwa polityczne. Od zakończenia wojny doszło do 51 zabójstw politycznych, a jedno z najgłośniejszych miało miejsce 26 lipca 2013, kiedy zabito adwokata i działacza politycznego Abd as-Salama al-Mismarigo.
13 sierpnia 2013 podczas wakacyjnej przerwy w pracy parlamentu, do jego budynku wtargnęli Berberowie domagający się rozszerzenia praw kulturalnych. Berberowie, którzy włamali się do budynku, wybijali okna i niszczyli meble. Rzecznik parlamentu dodał, że zginęły również dokumenty należące do posłów izby.
Według październikowego raportu ONZ tortury były powszechną praktyką stosowaną w libijskich więzieniach po zakończeniu wojny domowej. W więzieniach nadal przebywało 8 tys. osób. Po 2011 w więzieniach z powodu tortur zmarło 27 osób. Tymczasem władze libijskie zapewniały, że czyniły starania, by wyeliminować zjawisko tortur i wymusić prawidłowe funkcjonowanie struktur wymiaru sprawiedliwości.

### Uprowadzenie premiera i walki w Trypolisie oraz Bengazi; uznanie szariatu za podstawę państwowego prawodawstwa
W odpowiedzi na rosnące wpływy islamskich radykałów w Libii, amerykańska jednostka Navy SEALs dokonała 5 października 2013 ataku w Trypolisie, w którego wyniku pojmano Abu Anasa al-Libiego, lidera struktur powiązanych z Al-Ka’idą w Libii. Premier Ali Zajdan zwrócił się do USA z prośbą o wyjaśnienia. Na to, Sekretarz Stanu John Kerry powiedział, że operacja była „właściwa i legalna”. Analogiczna operacja został przeprowadzono jednocześnie w Somalii, gdzie chciano pojmać Abu Zujbera lidera ugrupowania Asz-Szabab, walczącego w somalijskiej wojnie domowej i dokonującego terrorystycznych ataków za granicą kraju, m.in. w Nairobi. Jednak akcja w Somalii w odróżnieniu z Libią okazał się nieudana.
W wyniku stanowiska zajętego przez libijski rząd, który oświadczył, że amerykańska akcja nie wpłynie na stosunki bilateralne między krajami, mimo iż nie była konsultowana przez Waszyngton, w nocy z 9 na 10 października 2013 na kilka godzin aresztowany przez byłych rebeliantów został premier Ali Zajdan. Po tym incydencie libijskie władze zwróciły się do NATO o pomoc w budowaniu libijskich instytucji obrony. Władze Sojuszu zgodziły się, tworząc zespół doradców wojskowych, która za zadanie ma pomóc zbudować nowoczesne ministerstwo obrony i wojskowy sztab generalny.
3 listopada 2013 Cyrenajka ogłosiła powołanie autonomicznego rządu regionalnego z siedzibą w Adżdabiji. W skład rządu weszło ponad 20 ministrów. Powołanie organu wykonawczego w częściowo autonomicznej Cyrenajce kwestionowało zarząd centralny, który starał się o otwarcie wschodnich portów i pól naftowych, zablokowanych eks-rebeliantów, domagających się większego udziału z zysków. Blokada portów spowodowała spadek wydobycia o ok. 10% z poziomu 1,4 mln baryłek dziennie. Z kolei 11 listopada 2013 milicje kontrolujące porty Zawitina, Marsa al-Burajka, Ras al-Unuf i As-Sidr usytuowane w zatoce Syrty, ogłosiły utworzenie własnego towarzystwa ropy naftowej i gazu, aby prowadzić sprzedaż paliw z kontrolowanych przez nich rafinerii. Po tym władze centralne z Trypolisu zagroziły użyciem siły przeciwko statkom, które będą próbowały dopłynąć do stref kontrolowanych przez federalistów.
15 listopada 2013 na ulicach Trypolisu oraz Misraty doszło do walk między milicją a uzbrojonymi mieszkańcami domagającymi się rozbrojenia oddziałów paramilitarnych z czasów wojny domowej. Starcia rozpoczęły się od demonstracji cywilów na jednym z głównych placów stolicy. Następnie tłum udał się pod posterunek milicji w dzielnicy Gharghur, wręczając petycję z żądaniem o rozwiązania. Manifestujący ludzie zostali ostrzelani z broni palnej, a także z działek przeciwlotniczych. Ostrzał zmusił tłum do ucieczki, jednak po jakimś czasie uzbrojeni cywile rozpoczęli atak na budynek, z którego padły strzały. Według milicji to tłum pierwszy otworzył ogień.
Gniew społeczeństwa spotęgowany został, jak na początku listopada 2013 w starciach między rywalizującymi grupami zginął jeden z przywódców. Ponadto organizacje paramilitarne oskarżono o stosowanie tortur, porwania i przetrzymywanie zakładników dla okupu. W ciągu dwudniowych walk na ulicach Trypolisu i Misraty zginęło 46 osób, a 400 odniosło rany. 17 listopada 2013 Ali Zajdan wprowadził w stolicy 48-godzinny stan wyjątkowy. Z kolei stołeczne władze miejskie wprowadziły trzydniowy strajk generalny na znak żałoby i solidarności z rodzinami ofiar. Tego samego dnia, podczas chaosu w stolicy, porwany został z parkingu przy lotnisku w Trypolisie zastępca szefa libijskiego wywiadu Mustafa Noah. Uwolniono go następnego dnia. 18 listopada 2013 oddziały milicji z Misraty, które wywołały w Trypolisie najbardziej krwawe zamieszki, wycofały się ze stolicy. Tereny, które były kontrolowane przez milicję, przeszły pod kontrolę wojska.
W dniach 24–25 listopada 2013 doszło do potyczki między wojskiem a Ansar asz-Szaria w Bengazi. Drugiego dnia walk bojówka islamistyczna została pokonana, jednak kosztowało to śmierć dziewięciu osób, w większości żołnierzy, a ok. 50 zostało rannych. Do kolejnych starć w Bengazi doszło 28 listopada 2013. Jednostki specjalnie ponownie zwalczały islamistów. Zginęło czterech żołnierzy i trzech zostało rannych. Powstrzymali oni szturm rebeliantów wyprowadzony od wschodnich bram miasta. Jednocześnie. w pobliżu miasta Sabha, grupa cywilów i emigrantów afrykańskich próbowała rozkraść arsenał amunicji, żeby przetopić ją na miedź. W chwili przeczesywania magazynu doszło do eksplozji, w której zginęło co najmniej 40 osób.
4 grudnia 2013 Zgromadzenie Narodowe przegłosowało uznanie prawa szariatu za podstawę państwowego prawodawstwa. Parlament dodał, że wszystkie instytucje muszą się do nowego prawa dostosować. Wyznaczona została także specjalna komisja do przeanalizowania istniejących rozwiązań prawnych i dostosowania ich do wymogów prawa religijnego.
5 grudnia 2013 w Bengazi członkowie milicji islamistycznych zastrzeliły trenującego bieganie Amerykanina. 20 grudnia 2013 pułkownik Fithallah al-Gaziri, nowo mianowany szef wywiadu w Bengazi, został zastrzelony podczas wizyty w mieście. Dwa dni później doszło tam do wybuchu samochodu-pułapki, w wyniku czego zginęło 13 żołnierzy, a trzech zostało rannych. 25 grudnia 2013 uzbrojeni napastnicy zastrzelili na ulicach Bengazi policjanta.
Powyższe wydarzenia, poczynając od uprowadzenia premiera, przez walki w Trypolisie i Bengazi, po uznanie prawa szariatu za podstawę państwowego prawodawstwa, ukazały, iż dwa lata po upadku Kaddafiego nie udało się zapanować nad zbrojnymi milicjami stanowiącymi faktyczną władzę w kraju. Mimo wyłonienia rządu po wyborach parlamentarnych nie udało się stworzyć efektywnie funkcjonującej administracji, zreformować systemu sądownictwa i rozbroić setek milicji zbrojnych. Okupacja pól naftowych przez bojówki kładła się odciskiem na libijską gospodarkę, gdyż rząd nie był w stanie wypłacać wynagrodzeń pracownikom sektora publicznego i musiał sięgnąć po pożyczki. Władze w związku z tym postawiły ultimatum, że jeśli do grudnia 2013 członkowie milicji nie przyłączą się do narodowych sił zbrojnych, nie będą otrzymywały wynagrodzenia. Większość byłych rewolucjonistów była wciąż na liście płac ministerstwa obrony narodowej.

### Kryzys rządowy oraz przemoc selektywna
18 stycznia 2014 roku Powszechny Kongres Narodowy ogłosił w kraju stan wyjątkowy i postawił armię w stan gotowości z powodu walk plemiennych, które wybuchły na południu kraju (w Sabhie i Marzuku) 9 stycznia. Trwały tam zatargi między plemionami arabskimi i ludem Tubu, w wyniku których śmierć poniosło 86 osób. W mieście Sabha bojownicy przejęli kontrolę nad bazą lotnictwa wojskowego Taminhant. Następnie armia odbiła bazę, a napastników, którzy uciekli na pustynię, ostrzelano z powietrza. Równolegle w dniach 13–18 stycznia 2014 w stołecznej dzielnicy Ajilat trwały starcia między siłami bezpieczeństwa a bojownikami uważanych za zwolenników Kadafiego.

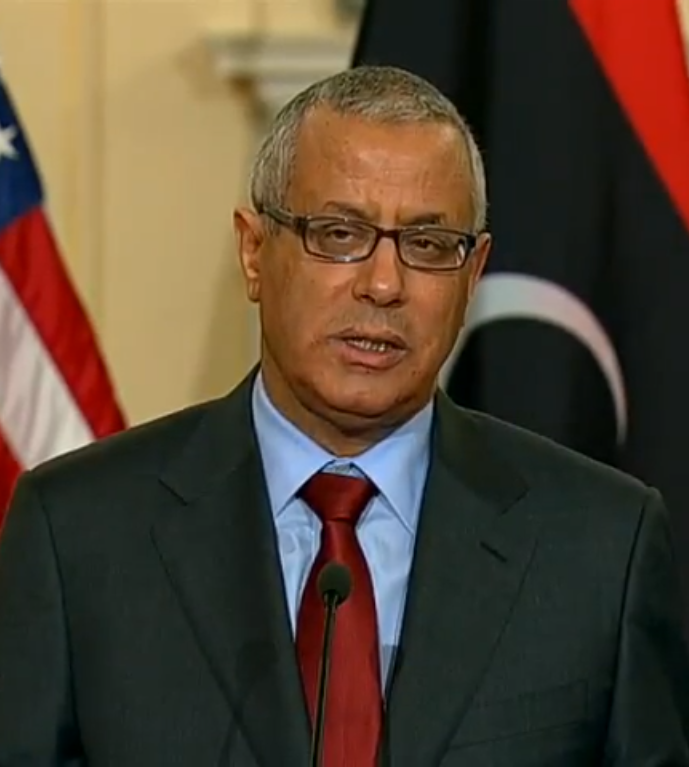
Ali Zajdan, premier Libii od 14 listopada 2012 do 11 marca 2014

W Libii miał miejsce proceder ataków selektywnych wymierzonych w obywateli krajów zachodnich oraz dyplomatów i polityków. 2 stycznia 2014 w mieście Sabratha rozstrzelano Brytyjczyka i Nowozelandczyka, 11 stycznia 2014 uzbrojeni napastnicy w Syrcie zastrzelili wiceministra gospodarki, z kolei cztery dni później w Darnie politycznego aktywistę Amr Habila. 29 stycznia 2014 w Trypolisie próbowano zamordować wicepremiera Sadika Abd al-Karima. 18 stycznia 2014 w Darnie uprowadzono dwóch Włochów, z kolei 20 stycznia 2014 koreańskiego biznesmena, uwolnionego trzy dni później. 25 stycznia 2014 Egipt ewakuował personel swojej ambasady w stolicy Libii Trypolisie i konsulatu w Bengazi po serii uprowadzeń pięciu swoich dyplomatów w tym kraju. Dyplomaci zostali wymienieni dzień później za egipskiego dowódcę bojówek antyrządowych. 30 stycznia 2014 Bengazi uprowadzono syna dowódcy libijskich sił specjalnych pułkownika Wanisa Abu Chamady. 8 lutego 2014 w Darnie zabito prokuratora generalnego. 24 lutego 2014 na plaży nieopodal Bengazi znaleziono ciała siedmiu rozstrzelanych egipskich chrześcijan.
Ponadto w kraju trwał kryzys rządowy. Islamistyczna partia Sprawiedliwość i Budowa, druga siła w parlamencie, wycofała z gabinetu Zajdana pięciu ministrów. Ponadto domagano się uchwalenia wotum nieufności dla rządu Zajdana. Ostatecznie ze stanowiska został odwołany 11 marca 2014. Bezpośrednią przyczyną było wymknięcie się spod kontroli tankowca załadowanego w porcie As-Sidr ropą przeznaczoną dla Korei Północnej. Za kadencji Zajdana nie udało się parlamentarzystom napisać nowej konstytucji, a ludzie narzekali na pogarszającą się sytuację gospodarczą. Tymczasowym premierem desygnowany został Abd Allah as-Sani.
Wcześniej, bo 20 lutego 2014, odbyły się wybory do zgromadzenia Konstytucyjnego, mające na celu wyłonienie 60-osobowy skład komisji odpowiedzialnej za skonstruowanie ustawy zasadniczej. W południowej Libii oraz w mieście Darna, wyborcy nie mogli oddać swoich głosów na jedenastu przedstawicieli tych regionów, gdyż lokale wyborcze zostały zaatakowane przez ekstremistów, powodując śmierć jednej osoby. Mniejszości etniczne Tuaregów oraz plemiona Tubu przemocą zmusiły do zamknięcia wielu lokali wyborczych w miastach Al-Kufra i Marzuk. Elekcja charakteryzowała się małą frekwencją wyborczą, mimo ustanowionego dnia wolnego od pracy.
2 marca 2014 uzbrojeni demonstranci wdarli się do budynku parlamentu Libii w Trypolisie, w wyniku czego dwóch deputowanych zostało postrzelonych. Tego samego dnia w Bengazi zastrzelono francuskiego inżyniera. W czasie, gdy parlament uchwalał wotum nieufności wobec Ali Zajdana, jego przewodniczący Nuri Abu Sahmajn, zezwolił na użycie siły w celu wyzwolenia zajętych terminali naftowych. Jednak po walkach pod Syrtą, 12 marca zawiesił operację wojskową i dał dwa tygodnie bojownikom na opuszczenie pól naftowych. 17 marca 2014 w Bengazi doszło do ataku terrorystycznego na akademię wojskową z wykorzystaniem samochodu-pułapki. W wyniku zamachu śmierć poniosło dziewięciu żołnierzy, a dziesięciu odniosło obrażenia. 22 marca 2014 na lotnisku w Trypolisie eksplodowała bomba. Dzień później w mieście Tobruk uprowadzono włoskiego inżyniera. Kolejne porwania dyplomatów miały miejsce 15 kwietnia 2014, kiedy porwano ambasadora Jordanii Fawaza al-Itana oraz dwa dni później, kiedy uprowadzono doradcę ambasadora Tunezji.
6 kwietnia 2014 rebelianci zgodzili się otworzyć dwa z czterech zajmowanych terminali naftowych, blokowanych od lipca 2013. Umowa przewidywała otwarcie terminali w Zutinie i Marsie al-Burajce. Nadal blokowane były pola pod Ras al-Unuf oraz w As-Sidrze. Państwo na blokadzie pół naftowych straciło 14 bilionów dolarów.
Premier As-Sani został zaprzysiężony na stanowisko 8 kwietnia 2014, jednak pięć dni później zrezygnował z podjęcia misji formowania gabinetu. Bezpośrednią przyczyną decyzji była próba ataku na jego dom rodzinny. W liście w którym poinformował o swojej rezygnacji, napisał, iż nie chce być odpowiedzialny za dalszy rozlewu krwi i przemoc w kraju. 29 kwietnia 2014 uzbrojeni mężczyźni otwarli ogień w Powszechnym Kongresie Narodowym, kiedy czyniono przygotowania do elekcji nowego premiera. W strzelaninie kilka osób zostało rannych. Nowym szefem rządu został Ahmad Mu’ajtik. Zaprzysiężono go jednak dopiero 26 maja 2014. Tymczasem 21 kwietnia 2014 po raz pierwszy zwołano Zgromadzenie Konstytucyjne. Nadal jednak 13 z 60 miejsc zostało nieobsadzonych.
Dwie osoby zginęły podczas zamachu samobójczego w Bengazi z wykorzystaniem samochodu-pułapki z 29 kwietnia 2014. Celem zamachu był obóz wojskowy. Z kolei 2 maja 2014 w tym samym mieście, uzbrojeni mężczyźni dokonali napadu na siedzibę policji. W trakcie zaciętych walk śmierć poniosło dziewięciu policjantów i żołnierzy, a 12 funkcjonariuszy zostało rannych.

### Bunt generała Haftara

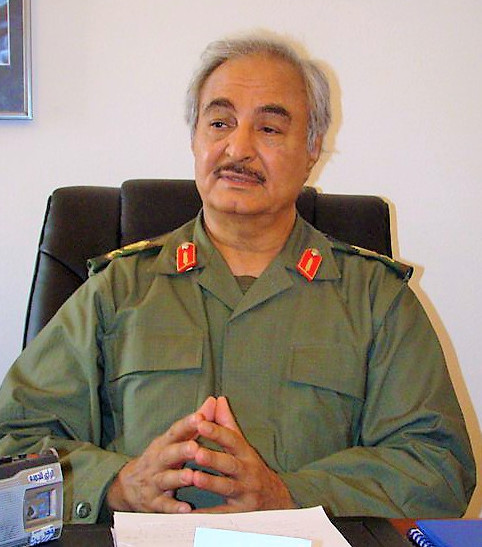
Generał Chalifa Haftar

Jeden z liderów opozycji podczas wojny domowej z 2011, generał Chalifa Haftar w czasie transformacji negatywnie wypowiadał się o libijskim rządzie. 14 lutego 2014 w przemówieniu telewizyjnym ogłosił zawieszenie Powszechnego Kongresu Narodowego i rządu oraz powołanie „ruchu nowej mapy drogowej dla ocalenia kraju”. Jego wystąpienie zostało opisane przez premiera Zajdana jako „śmieszna próba zamachu stanu”, sam generał wystąpienie nazywał „korektą do rewolucji”.
W państwie, w którym nie udało zapanować nad chaosem, nierozbrojone pozostały bojówki z czasów wojny domowej, a także notowano wzrost roli islamskich ekstremistów, Haftar zdobył silną pozycję. Zapewniał, że zrobi porządek w kraju i przyniesie stabilizację. Bunt podniósł w maju 2014, kiedy wierne mu oddziały Libijskiej Armii Narodowej zaatakowały islamistów w Bengazi w dniu 16 maja 2014 oraz dwa dni później szturmowały parlament w Trypolisie.
W bezprawnej operacji pod kryptonimem „Godność Libii” samoloty i śmigłowce oddziałów podległych Haftarowi, zbombardowały pozycje islamistów z Brygady Męczenników 17 lutego, Sił Obronnych „Tarcza” oraz Ansar asz-Szari’a, w wyniku czego zginęło 79 osób. Walki toczyły się w południowo-zachodniej części miasta na arenie kontrolowanej przez ekstremistów od rogatek miasta, aż po cementownię. U boku Libijskiej Armii Narodowej gen. Haftara walczyły siły federalistyczne z Cyrenajki Ibrahima Jadhrana oraz jednostki plemienne. Na ulicach widziano również czołgi. W trakcie starć zamknięto drogę do lotniska. Dzień po walkach nad Bengazi ogłoszono strefę zakazu lotów.
Wieczorem 18 maja 2014 bojówki z Az-Zintanu wierne Haftarowi, zaatakowały parlament w celu „aresztowania islamistycznych deputowanych”. Zablokowano zaprzysiężenie na stanowisku premiera wspieranego przez Bractwo Muzułmańskie Ahmada Mu’ajtika. W tym czasie pięciu oficerów identyfikujących się jako liderzy „Armii Libijskiej” ogłosiło zawieszenie parlamentu, którego obowiązki miało przejąć Zgromadzenie Konstytucyjne. Dzień później do buntowników przyłączyły się siły specjalne oraz baza lotnicza pod Tobrukiem. Haftar i Jadhrannie uznali legalności rządu Mu’ajtika.
Wraz z rozwojem działań militarnych libijskie władze wyjechały z Trypolisu do Tobruku, jednak planem rządu jest przenieść się do Bengazi, jeśli miasto to zostanie zdobyte przez siły gen. Haftara.